# Die Habenichtse
Die Habenichtse ist ein Roman von Katharina Hacker, der 2006 im Suhrkamp Verlag erschien und im selben Jahr mit dem Deutschen Buchpreis ausgezeichnet wurde.

## Handlungsübersicht
Die Haupthandlung des Romans spielt in den Jahren 2001 bis 2003 in Berlin und London, wo die Autorin Personengruppen unterschiedlicher sozialer Schichten und Lebenseinstellungen miteinander konfrontiert:
- Eine Familie am Rand der Existenzsicherung und deren vereinsamte Kinder Dave und Sara,
- den 28-jährigen, in seinem Jähzorn unkontrolliert-aggressiven Jim aus dem Milieu der drogenabhängigen Prostituierten und Kriminellen, der von einem bürgerlichen Leben träumt,
- und das deutsche Paar Isabelle und Jakob aus dem wohlhabenden Bürgertum, das noch auf der Suche ist nach persönlicher Orientierung sowie partnerschaftlicher Vertrautheit und Stabilität.

Das erste Romandrittel (Kap. 1–17) bereitet diese Gegenüberstellung und die daraus folgenden Konfliktsituationen vor, indem einzelne Kapitel im Wechsel, vorwiegend in Personaler Erzählform, die Protagonisten Isabelle, Jakob, Andras, Jim, Sara und Dave sowie ihre Bezugspersonen exponieren und in Rückblicken über ihre Biographien informieren. Der Anschlag auf das World Trade Center in New York am 11. September 2001 dient als Bezugspunkt der verschiedenen Handlungsstränge und als Auslöser der Jakob-Isabelle-Geschichte und ihres Londoner Abenteuers im Jahr 2003.

### Vorgeschichte (2001–2002)
Der Roman beginnt mit dem Umzug der Familie Saras und ihres älteren Bruders Dave in die Lady Margaret Road im Norden des Londoner Stadtteils Kentish Town (Kap. 1 und 13). In ihrer Nachbarschaft taucht Jim für einige Zeit in der Wohnung seines Kumpels Damian unter (Kap. 4), um sich vor Alberts Bande zu verstecken. Er ist als Drogenabhängiger in die kriminelle Szene abgerutscht und wurde von Albert und seinen Gehilfen finanziell abhängig: Sie zwangen ihn zu Diebstählen und zur Prostitution (Kap. 17) und setzen ihn als Dealer ein. Er wohnte mit der ebenfalls rauschgiftsüchtigen und physisch-psychisch verwahrlosten 25-jährigen Mae Warren aus Alberts Umfeld zusammen, die, nachdem er sie verprügelt und mit einem Messer im Gesicht verletzt hatte (Kap. 30), verschwand (Kap. 4). Seither ist er auf der Suche nach ihr und träumt, während er weiterhin Drogen verkauft, von einer Befreiung aus den Abhängigkeiten und einem gemeinsamen besseren Leben (Kap. 10, 12).
Von diesen Milieus setzt sich das dritte um den 33-jährigen Jakob und Isabelle Metzel deutlich ab. Sie haben in Freiburg studiert, arbeiten als Anwalt bzw. als Designerin und Teilhaberin einer Grafik-Agentur (zusammen mit Peter und Andras, nachdem Hanna, als deren Assistentin Isabelle arbeitete, ihr nach ihrem Tod vor fünf Jahren ihre Geschäftsanteile vermachte) in Berlin, führen wie in ihrer Studentenzeit ein typisches Single-Leben: ohne feste Partnerschaften und Kinder, in Distanz zu ihren Eltern, in wechselnden Wohngemeinschaften und Freundesgruppen in privat – beruflicher Vernetzung. In, ihre Biographien einblendenden, Rückblicken (Kap. 2, 3, 5, 7, 9) wird diese Personengruppe porträtiert, die teilweise ein einseitiger Liebesreigen (z. B. die Galeristin Magda → Isabelles Kollege Andras (Kap. 6) → Isabelle → Alexa bzw. Jakob) miteinander verbindet: Isabelle ist in ihrer Persönlichkeit noch nicht gefestigt („Immer war ihr etwas entglitten“), hat einerseits heterosexuelle Beziehungen und wohnt andererseits in Berlin mit der homosexuellen Fotografin Alexa zusammen („als wären Drähte gespannt […] in ein anderes Leben, in dem Isabelle mit Alexa, nicht mit Jakob schlief“).
Jakob ist seit der Freiburger Zeit mit Hans befreundet (Kap. 3). Hier findet man ebenso homoerotische Aspekte, zumindest vonseiten Hans’ („galten sie fast als Paar. Warum Hans allein blieb, wusste nicht einmal Jakob“). Auf einer Party trifft er, von ihm arrangiert, Isabelle wieder, mit der er 10 Jahre zuvor in Freiburg eine kurze Affäre hatte und die seit dieser Zeit seine Traumfrau ist, und sie beginnen am Tag darauf eine Beziehung, die er als schicksalhaft ansieht, da er wegen dieses Termins New York vor dem Anschlag verließ, während sein Kollege Robert ums Leben kam. Bald darauf richten sie sich eine Wohnung ein (Kap. 11) und heiraten im kleinen Kreis ihrer Freunde (Kap. 14). Anderthalb Jahre später wechselt Jakob (Kap. 7), anstelle Roberts, für ein Jahr nach London, um als Jurist für Vermögensfragen und Restitutionen zusammen mit der Kanzlei Bentham die Ansprüche enteigneter Besitzer von Immobilien und Grundstücke in der ehemaligen DDR zu vertreten. Isabelle begleitet ihn in das Reihenhaus in Kentish Town, da sie als Grafikerin nicht an ihr Büro in Berlin gebunden ist (Kap. 9).

### London (2003)
Die drei Handlungsstränge verbinden sich durch gegenseitige Beobachtungen: Isabelle nimmt das in der Entwicklung zurückgebliebene verwahrloste Nachbarsmädchen, das die Eltern tagsüber in der Wohnung verstecken und allein lassen (Kap. 33), zuerst als Vorlage für ihre Bildergeschichten (Kap. 26), dann kümmert sie sich um Sara (Kap. 29) und sorgt für eine ärztliche Versorgung (Kap. 38). Jim wird auf Isabelle durch ihre Ähnlichkeit mit Mae aufmerksam und initiiert Begegnungen mit ihr. Saras Bruder Dave, der zeitweise seine Schwester betreut, sucht mehrmals bei Jim Zuflucht vor seinem gewalttätigen Stiefvater (Kap. 30). In Erinnerung an seine eigene Kindheit lässt dieser ihn in seiner Wohnung übernachten.
Mit Isabelles Ankunft (Kap. 19) im März beginnt das Londoner Abenteuer und der Test ihrer Ehe, in die sie ihre Erwartungen, individuellen Prägungen, Defizite („weil etwas unerreichbar blieb“, Isabell macht den Eindruck der „Entschlossenheit“ und „unerbittliche[n] Ziellosigkeit“) und Geheimnisse mitnehmen: z. B. traut sich Isabelle nicht, Jakob die erotischen Fotografien zu zeigen, die Alexa von ihr gemacht hat, und Jakob ist es merkwürdigerweise unangenehm, nach seiner Rückkehr vom Antrittsbesuch in London (Kap. 16) von seinem neuen Chef, dem 66-jährigen Bentham, von dessen Persönlichkeit er fasziniert ist, zu erzählen, ebenso von seinem Bürozimmer in der Kanzlei („Jakob schien erschrocken, als er [= Andras] ihn nach Bentham fragte“.). Das Motiv der Homoerotik taucht immer wieder im Zusammenhang mit Bentham auf (Kap. 27, 31) und Jakob wird durch Informationen seines Kollegen Alistair über dessen Biographie für seine eigene Wirkung auf Männer sensibilisiert, z. B. auf Hans (Kap. 25). Andererseits desillusioniert ihn der als Jude aus Nazi-Deutschland emigrierte Chef, indem er dessen Idee der Wiederherstellung des Vermögensrechts und der abstrakten Gerechtigkeit, die über das Materielle hinausgeht, in Frage stellt (Kap. 22): „[W]arum kann es nicht der schiere Gegenwert von etwas sein? Warum auf etwas bestehen, was verloren ist, warum darauf, dass etwas geheilt wird? Es wird nichts geheilt.“ Später, bei einem kurzen beruflichen Berlinbesuch (Kap. 25), reflektiert Jakob: „Rückerstattung ‚war‘ eine Farce, wo es letztlich nicht um Orte, sondern um verlorene Lebens- und Erinnerungszeit ging […]“ Er verbindet diese Gedanken mit dem Aspekt seiner eigenen familiären Verluste und „wünscht[] sich […] in eine andere Haut zu schlüpfen, klarer, frischer und so lebendig wieder aufzutauchen, wie er niemals gewesen war“. In einem Gespräch mit Andras gesteht er: „Ich frage mich, ob es klug war, nach London zu gehen […] Es kommt mir vor, als würde mir dort etwas entgleiten, ich weiß nur nicht, was. […] die Dinge verändern sich.“
Eine ähnliche Identitätskrise wird bei Isabelle ca. zwei Wochen nach ihrer Ankunft durch Jakobs Fixierung auf seine Arbeit ausgelöst: „Sie wusste nicht, woran Jakob dachte, wenn er abwesend war.“ Jakob denkt an die Grundstücke in Brandenburg, während sie mit ihm über die große Demonstration gegen den Irak-Krieg sprechen will. Er vergisst ihre Verabredung zum Schuhkauf und interessiert sich kaum für kulturelle Veranstaltungen, auf die seine Frau neugierig ist. So muss sie in den Tagen der Ziellosigkeit die Stadt oft allein erkunden und ist über ihre ambivalenten Gefühle verwirrt, z. B. als ihr Jim, der sie drei Tage zuvor in einem Café angesprochen hat, auf einem Parkspaziergang folgt, sich ihr dominant und überheblich nähert und sie unvermittelt verächtlich wieder stehen lässt. Ihm schmeichelt, dass sie auf seine Avancen anspricht und ihm am Romanende, als er bereits seine Flucht vor Albert nach Glasgow plant, in seine Wohnung folgt (Kap. 37), zugleich ist sie als verheiratete Frau aus dem Bürgertum Objekt seines Hasses und seiner Demütigungen. Kontrastiert werden diese Begegnungen mit den ängstlichen und hilflosen Reaktion Jakobs und seiner Kollegen Anthony und Alistair, als sie nach einer King-Lear–Aufführung auf der nächtlichen Straße von 5 Männern bedroht werden und allein Isabelle die Situation rettet (Kap. 24). Wie bei ihrer Traum-Realität-Verwischung einer Dreiecksbeziehung mit ihrem Mann und Alistair (Kap. 24, 29) spiegelt sich auch Jakobs geistig-seelische Verfassung in tranceartigen, traumatischen Odysseen durch die Straßen der Großstadt, vermischt mit sexuellen Phantasien, die in einer Art stream of consciousness erzählt werden (Kap. 27). Isabelle erkennt, dass sie sich in London „verändert[]“ („Sie wusste nicht wie und was es bedeutete“) und Jakob spürt, wie sie einander fremd werden, doch ist er sich nicht sicher, ob sie sich in Berlin näher gewesen waren: „Vielleicht war es nur eine veränderte Entfremdung“. Am Ende der Handlung, nach Isabelles Abenteuer mit Jim und Jakobs Rückkehr von seiner zweiten Berlinreise, diesmal mit Bentham, stehen beide ernüchtert und hilflos vor der ins Schloss gefallenen Tür ihres Hauses (Kap. 39).

## Rezeption
Für Die Habenichtse wurde Katharina Hacker 2006 der Deutsche Buchpreis verliehen; sie erzähle, so die Begründung der Jury,

„die Geschichte von Haben und Sein neu. Ihre Protagonisten sind in den Dreißigern, wissen alles und kennen doch eines nicht: sich selbst. Sie lassen sich treiben und sind gleichermaßen Getriebene. In einer flirrenden, atmosphärisch dichten Sprache führt Katharina Hacker ihre Helden durch Geschichtsräume und in Problemfelder der unmittelbarsten Gegenwart, ihre Fragen sind unsere Fragen: Wie willst du leben? Was sind deine Werte? Wie sollst und wie kannst du handeln? Die Qualität des Romans besteht darin, diese Fragen in Geschichten aufzulösen, die sich mit den plakativen Antworten von Politik und Medien nicht zufriedengeben.“

Durch den zeitgeschichtlichen Hintergrund der Anschläge auf das World Trade Center am 11. September 2001 und des im März 2003 begonnenen Irakkrieges sowie durch den sinnstiftenden Titel erlangte der Roman zusätzliche Aufmerksamkeit. Er wurde von Ursula März 2006 in der Frankfurter Rundschau positiv besprochen.